# Monument (eksperimentalfilm)
|  | Denne artikel er oprettet af botten Steenthbot ud fra en ekstern database. Den kan derfor have sproglige fejl eller mangler. Denne skabelon kan fjernes efter kontrol af indholdet. |

 For alternative betydninger, se Monument (flertydig). (Se også artikler, som begynder med Monument)
Monument er en dansk eksperimentalfilm fra 2007 instrueret af Ole John og Jørgen Leth.

## Handling
Filmen, der kan ses som et forstudie til Motion Picture, er 16 mm sort/hvid optagelser af Torben Ulrich under træning i HIKs tennishal i 1969. Der spoles frem og tilbage under optagelserne, laves dobbelteksponeringer samt filmes ved forskellige hastigheder. Filmen blev vist iblandet Super-8 farve optagelse fra Københavns indre by og fra motorveje. De oprindelige Super-8 optagelser er bortkommet. Ole John har til denne udgivelse produceret nye videooptagelser efter hukommelsen, for at værket kommer til at fremstå som oprindeligt tænkt.